# Laz (gmina Vințu de Jos)
Laz – wieś w Rumunii, w okręgu Alba, w gminie Vințu de Jos. W 2011 roku liczyła 9 mieszkańców.